# Свердловська кіностудія
Свердловська кіностудія (рос. Свердловская Киностудия) — радянська, а пізніше російська кіностудія в Єкатеринбурзі (раніше Свердловськ) була створена 9 лютого 1943 року. Загалом на кіностудії знято понад 200 художніх та 500 документальних картин, сотні науково-популярних фільмів, близько 100 мультиплікаційних робіт.

## Історія
Кіностудія створена на підставі наказу «Об организации в г. Свердловске киностудии художественных фильмов» від 9 лютого 1943 року. Спочатку вона розмістилася у Палаці будівельників, збудованого ще у 1930-ті роки, у стилі конструктивізм. Переглядовий зал місцевого палацу культури обладнали під кінопавільйон, і вже 1944 року режисером Олександром Івановським було знято перший фільм за оперетою угорського композитора Імре Кальмана — «Сільва» або «Королева чардаша».
Одночасно з моменту відкриття на кіностудії запрацювала школа акторської майстерності, перший набір відбувся лише через рік, коли за розподілом до Свердловська стали відправляти працювати викладачами випускників творчих вузів.
Серед ранніх фільмів найбільш відомі:
- «Алмази» (реж. Іван Правов, спільно з А. Оленіним, 1947),
- «Сторінки життя» (реж. Олександр Мачерет, разом із Борисом Барнетом, 1948).

На матеріалі навчальних та науково-популярних фільмів, створених на Свердловській кіностудії, навчали професій у внз, ремісничих училищах, їх для наочності показували на уроках у школах. Багато навчальних фільмів свердловських кінематографістів використовували мультиплікацію та техніку комбінованої зйомки. Першим великим успіхом кінематографістів у науково-популярному кіно у післявоєнний період став фільм «Суперники» режисера Якова Задорожного, удостоєний Сталінської премії 1950 року.
У 1948—1956 роках студія випускала лише документальні, науково-популярні та навчальні фільми, заклавши основи уральської школи документального кіно.
Серед найкращих робіт науково-популярні та документальні кінофільми режисерів:
1956 року на студії відновилося виробництво художніх фільмів. З 1958 року кіностудія випускає по два-три художні фільми на рік. Всенародне визнання Свердловської кіностудії повернули двосерійний фільм про радянського розвідника Миколу Кузнєцова «Сильні духом» (1967) режисера Віктора Георгієва, музична комедія «Трембіта» (1968), яку зняв відомий свердловський актор і режисер Олег Миколаївський і чотирисерпний фільм «Угрюм-ріка» (1968). 1972 року на телебаченні, а у кінопрокат виходить найзнаменитіший фільм, знятий на Свердловській кіностудії, — «Привалівські мільйони» за мотивами однойменного роману Мамина-Сибіряка.
Широку популярність у 50-70-ті роки здобули документальні та науково-популярні фільми, зняті на Свердловській кіностудії режисерами Борисом Галантером та Олександром Литвиновим, Леонідом Римаренком, Львом Єфімовим, Борисом Урицьким і Вірою Волянською, Йосипом Богуславським.
У 1973 році на Свердловській кіностудії з'являється Об'єднання художньої мультиплікації, і на екрани країни починають виходити мультиплікаційні фільми, зняті за мотивами творів П. П. Бажова і Маміна-Сибіряка. Першим мультиплікаційним фільмом Свердловської кіностудії став «Синюшкін колодязь» режисера Валерія Фоміна. У 1998 році в першій будівлі кіностудії розмістився універмаг, а основна будівля розташована на сусідній вулиці,. У 2021 році відбувся перезапуск кіновиробництва. З квітня 2021 року директором кіностудії став Шадрін Віктор Аркадійович.

## Керівництво
- 09.02.1943-1944, в. о. — Шитов Олександр Сергійович[8]
- 1944—1946 — Новицький Г. В.
- 1946—1948 — Бліох Яків Мойсейович
- 21.08.1948 — 1950 — Мордохович Михайло Леонтійович[9]
- Тургенєва Галина Михайлівна
- Шумілін А. Я.
- (1956—1959) — Пястолов В. А.
- 1975—1988 — Асловський Юрій Олександрович[10]
- 1988—1990 — Плотніков Валерій Павлович
- 1990—1993 — Алексєєв Геннадій Михайлович
- 1994—2003 — Негашев Георгій Олександрович[11]
- 2003—2021 — Чурбанов Михайло Олександрович
- 06.04.2021 — т. ч. — Шадрін Віктор Аркадійович[12]

## Документальне кіно
Широку популярність у 1950—1970-ті роки здобули новаторські пошуки в документальному та науково-популярному кіно режисерів:
- Олександр Литвинов
- Леонід Римаренко та Віра Волянська
- Борис Галантер та Борис Урицький
- Йосип Богуславський
  - «Чарівні образи», 1971
  - «Вступ», 1974
  - «Синє озеро», 1975
  - «Тільки кохати», 1978
- Єфімов Лев Леонідович
  - «Монолог про Байкал» (диплом Міжнародного кінофестивалю в Ташкенті, 1975)
  - «Точка зору» (приз X Всесоюзного кінофестивалю в Ризі, 1977)
  - «Розбуджена земля», 1977
  - «Люди ведмежих кутів», 1980 (диплом Міжнародного кінофестивалю документальних фільмів у Ліллі, Франція, 1982, диплом Всесоюзного кінофестивалю в Таллінні, 1982, Диплом огляду. Мінськ, 1981, 2-я премія та диплом. Хабаровськ, 1
- Ігор Перський
  - «Сувора пам'ять» (диплом Всесоюзного кінофестивалю в Ленінграді, 1964, диплом Міжнародного кінофестивалю в Лейпцигу, 1964)
  - «Венсеремос»
  - «В'єтнамські зустрічі», 1976.

Успіхи уральських кінодокументалістів у 1980—1990-ті роки пов'язані з фільмами режисерів:
- Борис Кустов
  - «Лісовик» (приз I Всесоюзного кінофестивалю неігрового кіно «Росія», Свердловськ, 1988)
  - «Нові відомості про кінець світу» (спеціальний приз журі кінофестивалю «Росія», Єкатеринбург, 1991; диплом Міжнародного кінофестивалю в Берліні, 1992)
  - «Кордон Європи» (I премія та приз журі Міжнародного кінофестивалю в Анкориджі, США, 1995) та ін.
- Сергій Мірошниченко
- Дегальцев Герасим
  - «Хто косить вночі?» (головний приз кінофестивалю «Росія», Єкатеринбург, 1991; приз Міжнародного кінофестивалю в Кракові, 1991; приз Міжнародного кінофестивалю в Мангеймі, 1992)
- Владислав Тарік
  - «Той, хто з піснею» (приз I Всесоюзного кінофестивалю «Росія», Свердловськ, 1988)
  - «Єгиптянин» (приз Всесоюзного кінофестивалю неігрових фільмів, Воронеж, 1990)
  - «Армагеддон» (спеціальний приз кінофестивалю «Росія», Єкатеринбург, 1993) та ін.
- Уланова Людмила Олексіївна
  - «Я їхала додому…» (Гран-прі Міжнародного кінофестивалю в Оберхаузені, 1992)

## Науково-популярне кіно
У серпні 1948 року за наказом Міністерства кінематографії СРСР Свердловська кіностудія художніх фільмів реорганізована в студію науково-популярних фільмів. Того ж року до студії приєднано Новосибірську студію навчальних фільмів, 1951 року — Свердловську студію кінохроніки.
- А. Балуєва
  - «Фуга» (приз за режисуру на Всесоюзному кінофестивалі неігрових фільмів, Волгодонськ, 1989)
  - «Ми були димом» (перший приз Відкритого фестивалю «Росія», Єкатеринбург, 1992; спеціальний приз журі VI Міжнародного кінофестивалю у м. Пярну, 1992)
- А. Морозова
  - «Ми були птахами», 1989
  - «Колаж на павутинні», 1990
- А. Стрем'якова
  - «Як врятувати море», 1983
  - «Лабораторія-океан», 1986
  - «Діти Чарковського», 1989

## Художнє кіно
Випуск художніх фільмів на Свердловській кіностудії відновився 1956 року. Серед найкращих робіт 1950—1970-х років:
- «Під владою золота» (1957, реж. І. Прав ; диплом Всесоюзного кінофестивалю в Києві, 1959)
- «Найповільніший поїзд» (1963, реж. В. Краснопільський і В. Усков; приз журналу «Радянський екран» за режисерський дебют на Всесоюзному кінофестивалі, 1964)
- «Сильні духом» (1967, реж. В. Георгієв ; приз і диплом Всесоюзного кінофестивалю в Ленінграді, 1968)
- «Відкриття» (1973, автор сценарію Еге. Тополя) і «У ніч місячного затемнення» (1978, реж. Б. Халзанов)
- «Безіменна зірка» (1979, реж. М. Козаків)
- фільми Я. Лапшина та О. Миколаївського та ін.

1965 року на студії працював Б. І. Романов.
На Свердловській кіностудії зробили перші творчі кроки відомі драматурги Г. Бокарев, Б. Васильєв; режисери Ю. Карасік, В. Краснопільський та В. Усков. Наприкінці 1960-х років кіностудія стала випускати художні фільми для телебачення (загалом їх було створено разом із серіалами понад 30).
1980-ті-1990-ті роки відзначені появою цікавих художніх фільмів режисерів:
- Ю. Соломіна («Скандальна подія в Брікміллі», 1980)
- Г. Кузнєцова («Знайти і знешкодити», 1982; «Вантаж 300», 1990; «Житіє Олександра Невського», 1991)
- Н. Гусарова («Семен Дежнєв», 1983; «Кінці в океані», 1990; «Дике поле», 1991; «Козача булань», 1999)
- В. Кобзєва («Золота баба», 1986; «Сищик Петербурзької поліції», 1991)
- В. Хотиненко («Дзеркало для героя», 1987; «Рой», 1990; «Макаров», 1993)
- В. Шамшуріна («Сіра миша», 1988)
- В. Лаптєва («Затока щастя», 1988, «Полювання на єдинорога», 1990)
- Є. Васильєва («У лісі брусниці», 1989)
- В. Макеранца («Губернатор», 1991; «Ти є...», 1993)
- В. Кольцова («Сам я — вятський уродженець», 1992).

Тут склалася школа операторського мистецтва. Серед найкращих уральських кінооператорів: Ст. Кірбіжеков, І. Лукшин, О. Лісников, Б. Шапіро, В. Макеранець, В Голощапов, Ст. Осенніков, Г. Майєр, Р. Мещерягін, Г. Трубніков, С. Гаврилов, Ст. Кірєєв, С. Погорєлов, Р. Філатов та ін.

## Мультиплікаційне кіно
1973 вважається роком народження уральської мультиплікації. Галина Тургенєва вважається родоначальницею мультиплікації на Свердловській кіностудії. Вона створила понад десять анімаційних фільмів. «Дідусь Мазай і зайці», «Білий метелик», «Росомаха та лисиця», «День народження», «Ловись рибка!», «Мрія маленького ослика», «Ромка, Фомка та Артос» та ін. Об'єднання художньої мультиплікації при Свердловській кіностудії розпочало свою діяльність зі створення лялькових фільмів за творами П. Бажова, Д. Мамина-Сибіряка. У 1980-х роках із приходом молодих художників-мультиплікаторів в уральській мультиплікації з'явилася філософська глибина, індивідуальна авторська манера, оригінальність техніки. Світову популярність здобули мультфільми режисерів:
- Олексія Караєва
  - «Ласкаво просимо!»(Перший приз Міжнародного кінофестивалю в Оттаві, Канада, 1988; Гран-прі Міжнародного кінофестивалю в Лос-Анджелесі, США, 1989)
  - «Мешканці старого будинку» (Гран-прі Міжнародного кінофестивалю в Бурган-Брес, Франція, 1989; перший приз Міжнар. кінофестивалю в Оттаві, Канада, 1990)
- Володимира Петкевича
  - «Ніч» (приз «Срібна пластина» Міжнародного кінофестивалю в Чикаго, США, 1989)
  - «Як стати людиною» (приз «Золотий голуб» Міжнародного кінофестивалю в Лейпцигу, Німеччина, 1989; перший приз Міжнародного кінофестивалю в Загребі, Югославія, 1990)
- Олександра Петрова
  - «Корова» (номінація на приз «Оскар», США, 1990; Гран-прі Міжнародного кінофестивалю в Хіросімі, Японія, 1990; спеціальний приз Міжнародного кінофестивалю в Брюсселі, Бельгія, 1990)
- Оксани Черкасової
  - «Справа минула» (приз Міжнародного кінофестивалю в Києві, Україна, 1991)
  - «Племінник зозулі» (перший приз Міжнародного кінофестивалю в Дрездені, Німеччина, 1994; другий приз Міжнародного кінофестивалю в Хіросімі, Японія, 1994)
- Сергія Айнутдінова
  - «Аменція» (перший приз Міжнародного кінофестивалю в Тампере, Фінляндія, 1991; перший приз Міжнародного кінофестивалю в Ісмаїлі, Єгипет, 1991).

У 1993—1997 роках на кіностудії випускався кіножурнал «Великий Урал», який став наступником кіножурналу «Сталінський Урал» та «Радянський Урал». З 1997 року випускається «Кінолетопис Уралу». З 1993 функціонує музей кіно.
Історії Свердловської кіностудії присвячено фільм «Таке різне уральське кіно» (1993, реж. П. Фаттахутдінов).
У 2004 році ФГУП ТПО «Свердловська кіностудія» було перетворено на відкрите акціонерне товариство «Свердловська кіностудія», 100%-й акціонерний капітал якого знаходиться у власності держави.
2012 року вийшов художній фільм «Золото» режисера Андрія Мармонтова за романом Мамина-Сибіряка «Дике поле». Зараз на базі Свердловської кіностудії працюють чотири екскурсії: Студія звуку, Секрети кіногриму, Історія мультфільму, Шоу костюмів та реквізиту.
З 2013 року проходить щорічний форум молодих кінематографістів Кінохакатон.

## Фільми, створені на Свердловській кіностудії
- Див: Список фільмів Свердловської кіностудії
- Див: Список мультфільмів Свердловської кіностудії